# Guama (Venezuela)
Guama est le chef-lieu de la municipalité de Sucre dans l'État d'Yaracuy au Venezuela.